# 小茂井町
小茂井町（こもいちょう）は、愛知県愛西市の地名。字が20ある。

## 地理
旧立田村中央部に位置する。東は石田町・雀ヶ森町・山路町、西は三和町・立田町、北は石田町に接する。

### 字一覧
（五十音順・読みはyahoo!地図による）
- 池渕（いけぶち）
- 江西（えにし）
- 江東（えひがし）
- 大畑（おおばた）
- 上屋敷（かみやしき）
- 北鍋田（きたなべた）
- 才勝（さいかち）
- 下半割（しもはんわり）
- 寺浦（てらうら）
- 寺下（てらしも）
- 中（なか）
- 中屋敷（なかやしき）
- 半割（はんわり）
- 保古原（ほごはら）
- 松下（まつした）
- 南屋敷（みなみやしき）
- 宮浦（みやうら）
- 宮西（みやにし）
- 柳原（やなぎはら）
- 六反田（ろくたんだ）

## 歴史

### 町名の由来
『尾張国地名考』によると「菰江」の転訛であり、真菰の繁茂する湿地帯であったことに由来するという。

### 沿革
- 江戸時代 - 尾張国海西郡の尾張藩領鵜多須代官所支配の小茂井村として所在[7]。
- 1889年（明治22年） - 合併に伴い、川路村大字小茂井となる[7]。
- 1906年（明治39年） - 合併に伴い、立田村大字小茂井となる[7]。
- 1975年（昭和50年） - 立田村総合体育館・立田農協ライスセンターが設置される[7]。
- 2005年（平成17年）4月1日 - 合併に伴い、愛西市小茂井町となる。

## 世帯数と人口
2019年（令和元年）5月1日現在の世帯数と人口は以下の通りである。
| 町丁     | 世帯数  | 人口  |
| -------- | ------- | ----- |
| 小茂井町 | 195世帯 | 500人 |

### 人口の変遷
国勢調査による人口の推移
| 2005年（平成17年） | 535人 | [ 8 ]  |  |
| 2010年（平成22年） | 524人 | [ 9 ]  |  |
| 2015年（平成27年） | 518人 | [ 10 ] |  |

## 小・中学校の学区
市立小・中学校に通う場合、学区は以下の通りとなる。
| 番・番地等 | 小学校                 | 中学校             |
| ---------- | ---------------------- | ------------------ |
| 全域       | 愛西市立立田南部小学校 | 愛西市立立田中学校 |

## 交通

### バス
- 愛西市巡回バス（2020年4月1日現在）[12]

|    | 停留所名       | ルート |
| -- | -------------- | ------ |
| 60 | 小茂井町（下） | 立田   |
| 61 | 小茂井町（中） | 立田   |

### 道路
- 愛知県道125号佐屋多度線[5]

## 施設
- 愛西市立田体育館[13]
- 愛西市立田図書館
- 真言宗智山派竜宝寺[13]
- 真宗大谷派専徳寺[13]
- 津島社[13]
- 八幡社[13]